# 化石の記憶
『化石の記憶』（いしのきおく）は、たがみよしひさによる日本のSFミステリ漫画。『プレイコミック』（秋田書店）にて、1985年5月23日号から1987年4月9日号まで連載された。コミックスは秋田書店からプレイコミックシリーズスペシャルとしてB5サイズの大判コミックス（ソフトカバー）が全3巻で出版された。後に全2巻に再編されて秋田文庫から出版された。秋田文庫版を底本としてぶんか社から全3巻に再編された電子書籍版が販売されている。

## あらすじ
1985年。日本海に面するN県縞出身の美袋竜一は、故郷で起きた乗用車転落炎上事故のニュースから、自分の母の命を奪ったぬしを感じ取ると、矢村弓江との性行為撮影ビデオをネタに弓江の父であるAR産業の矢村部長から300万円を脅し取って活動資金にし、ぬしへの復讐のため、祖父が残した拳銃を手に故郷に戻った。
調査のために縞の赤森町を訪れていた本庄哲也は竜一と出会い、赤森の7000万年前の地層から原人でも猿人でもないホモ・サピエンスの頭蓋骨の化石を発掘する。竜一と本庄はいったん別れた。本庄は大学の研究室の教授に化石を見せるが、あっさりと否定される。本庄は研究室を辞して、独力で赤森での調査を行うことを決意した。本庄は妹の冬子、親友の小室啓介とその恋人浅野和美に決意を打ち明ける。小室は密かに本庄の24時間監視を部下に命ずるのだった。
竜一は赤森でぬしの調査を続け、ついにはぬしと遭遇するものの、襲われてしまう。撃退に成功した竜一は足跡などから、ぬしの正体が恐竜であると確信を得る。
AR産業の矢村部長は、自分の娘が売春を行っているというスキャンダルを畏れ、部下の反町健二に竜一の捜索と始末を命じる。しかし、反町は矢村部長を見限り、対立する派閥へと接触する。対立派閥から昇進を報酬に矢村部長の上司の始末を依頼された反町は、弓江の売春の情報を故意に漏洩して、矢村部長を自殺に追い込む。さらには弓江を誘導し、父を自殺に追い込んだのが上司だと吹き込み、弓江に上司を殺害させてしまう。殺害犯として警察に追われる弓江は竜一と再会する。竜一は、心中を偽装して警察の追ってを免れるが、金だけ奪い弓江を捨てるとぬしの調査へと戻った。一方、反町は昇進こそしたものの、切れ者ぶりを恐れられて殺されそうになっていた。弓江と再会した反町は矢村部長が生前に言ってたことから、AR産業の背後にいる政財界のフィクサー桜山時一がMRU産業研究所の小室啓介を使って何かを捜索していることを知ると、小室との接触を図る。
竜一は哲也の別荘へ行くが、哲也は留守で、冬子、浅野と出会うことになる。互いの持つ情報を交換し、ぬしが恐竜であること、桜山が探させているのが竜哭であることが判明。また、美袋の父と本庄の父とが赤森を調査していた資料や、村の古老の日記などから、ぬしの出現場所、出現時間の法則が判明する。
桜山時一の孫であり、祖父の権力を後ろ盾に悪事を繰り返す桜山時臣が祖父の探す竜哭を、埋蔵金と思い込み、祖父に先んじて宝を奪おうをヤンキー仲間を率いて赤森へ向かう。そこで時臣は倒れていた小室を発見し仲間に引き込む。さらには弓江や反町も時臣と行動を共にし、竜哭の捜索に乗り出す。
竜一と弓江を追う久住、市村刑事は、竜一の事件と桜山時一が暗躍している事件の関連性に気付き、関係者を全員を調べあげるのだが、自分たちを含めてこの事件に関わっている人物の全員が赤森に関係していることに気付き、出来過ぎている展開に何か特別な力が働いているのではと思うのだった。
竜一ら、時臣ら、刑事2人は、それぞれ別のルートから赤森へ進入し、同時に出会った時、地震が発生する。赤森から消失した全員は、散り散りになって7000万年前の地球にいた。犠牲者を出しながらも合流を果たした一行は、天から龍が振ってくるのを目撃する。その龍は宇宙船であった。宇宙船の落下地点に向かったが、その宇宙船は宇宙人のものではなく「未来の地球人」のものであった。死にかかっている未来人から驚愕の歴史が明らかにされる。
1987年に竜哭が赤森で発見されるが、竜哭は暴走し、時空に徹底的なダメージを与える。暴走は1年ほどで収まったが、地球での生存は困難な状況になっていた。地球人は竜哭のメカニズムを解析し、太陽系外に逃げ出す宇宙船を開発する。そうして出来た初号機ヒリュウに時空を越える能力を持ったエンジンリュウコクが搭載されて飛び立つが、その直後にエンジンが暴走。そのまま時空を飛び越え、7000万年前の赤森に落下。以後、1987年になるまで存在を続けた。
全てが定められた歴史の流れの中だったのか? 7000万年の時を経て、全く同じことを繰り返していたのだろうか? 竜一はそれを否定し、僅かな違いの蓄積こそが、この事態を根本から変える一歩ではないかと気付く。
竜一たちが生きていた現在、1986年に竜哭が暴走をはじめ、7000万年前に来ていた一行もそれぞれが別の時空へと戻っていった。
そして、冬子は竜一の母・美袋冬子になり、竜一は時谷貞光になり、時臣は村上逸馬となった。

## 主な登場人物
美袋 竜一（みなぎ りゅういち）
主人公。時谷貞光の流れをくむ赤森の旧家の出身。
幼いころに母を“ぬし”に食い殺され、父は母のかたき討ちへ出て帰ってこなかった。“ぬし”への復讐を誓いつつ、北海道の施設で育ち、成人した。
本庄 哲也（ほんじょう てつや）
E大学助手。
7000万年前の地層からホモ・サピエンスの頭蓋骨の化石を発掘する。父も学者であり、竜一の父と共に失踪している。
後に竜哭の力で7000万年前の赤森に飛ばされ、死亡する。つまり、本庄哲也は自分の頭蓋骨の化石を自分で発掘したことになる。
本庄 冬子（ほんじょう ふゆこ）
本庄哲也の妹。
竜一に恋慕の情を抱く。なお、竜一の実母の名前もまた「冬子」である。
矢村 弓江（やむら ゆみえ）
売春を行っている女子中学生。父はAR産業部長。
竜一は弓江のヒモ同様の生活をしていたが、自分と弓江の性行為をビデオに録画し、弓江の父であるAR産業部長を強請って弾丸購入などの資金を獲得している。
小室 啓介（こむろ けいすけ）
村上逸馬の子孫。哲也の大学時代からの親友であり、若くしてMRU産業研究所所長を務める。
桜山の配下として竜哭を捜索していたが、桜山を裏切る。
反町 健二（そりまち けんじ）
谷地山戒威の直径の子孫。AR産業の切れ者。
桜山 時一（さくらやま ときかず）
時谷貞光の次女と村上逸馬の間にできた桜山家の直系。赤森の名家である。政財界のフィクサーであり、AR産業も裏から操っている。
竜哭を「若返り」する装置だと勘違いしており、部下や小室らを使って捜索させている。
豊岡 重行（とよおか しげゆき）
桜山時一の実子。
現在は玩具屋を営んでいるが、かつてはアフリカや世界の紛争地で戦った経験もあり銃器の取り扱いには長けている。また銃や弾薬の密売も行っている。竜一に弾丸やショットガンを非合法に販売するなど、父・桜山時一への復讐のため、竜一に協力する。
桜山 時臣（さくらやま ときおみ）
書類上は桜山時一の孫。実際は桜山時一が息子（豊岡重行）の嫁を強姦して生ませた子供。
竜哭を財宝と思い込み、ヤンキー仲間を率いて付け狙う。
浅野 和美（あさの かずみ）
小室啓介の恋人。
市村、久住（いちむら、くずみ）
共に赤森出身の刑事。竜一を追っている。市村は村上逸馬の傍系。久住も赤森の出身。
時谷 貞光（ときたに さだみつ）
鎌倉時代に縞一帯を治めていたとされる豪族。
宝玉“竜哭”を用いて雷を呼び雨を降らせたと伝承されている。
村上 逸馬（むらかみ いつま）
時谷貞光を滅ぼしたとされる豪族。
時谷貞光の次女を嫁にしており、その子供が桜山の祖先である。
谷地山 戒威（やちやま かいい）
時谷貞光の三女と婚姻を結んだ豪族。竜一の祖先でもある。

## 用語
竜哭（りゅうこく）
縞一帯を治めていた豪族・時谷貞光が用いて超常現象を引き起こしていたと伝承される宝玉。
赤森（あかのもり）
縞の一地域。現在の赤森町。
龍神伝説があり、時折“ぬし”と呼ばれる巨大な生物が目撃されたと伝承されている。
ぬし
伝承では、鎌倉時代に縞一帯を治めていた豪族・時谷貞光は宝玉・竜哭を狙った近隣の豪族・村上逸馬に攻め滅ぼされるが、貞光は竜哭を持って赤森の奧に逃走し、逃げているうちに貞光は竜に変化した。これが確認できる最古の「ぬし」の記述である。

## 書誌情報
- 『化石の記憶』 秋田書店、Play comic series special
  1. 1986年1月 ISBN 4-253-02601-X
  2. 1986年10月 ISBN 4-253-02602-8
  3. 1987年6月 ISBN 4-253-02603-6
- 『化石（いし）の記憶』 秋田書店、秋田文庫
  1. 2006年8月 ISBN 4-253-17969-X
  2. 2006年8月 ISBN 4-253-17970-3

## 関連
- 『ドラえもん』 - 7000万年前に存在した頭蓋骨などの説明、「竜哭はのび太の机の引き出し（タイムマシン）」といったように、たびたび作中人物から引き合いに出される。